# Roy (Novo México)
Roy é uma vila localizada no estado americano de Novo México, no Condado de Harding.

## Demografia
Segundo o censo americano de 2000, a sua população era de 304 habitantes.
Em 2006, foi estimada uma população de 224, um decréscimo de 80 (-26.3%).

## Geografia
De acordo com o United States Census Bureau tem uma área de 5,3 km², dos quais 5,3 km² cobertos por terra e 0,0 km² cobertos por água. Roy localiza-se a aproximadamente 1797 m acima do nível do mar.

## Localidades na vizinhança
O diagrama seguinte representa as localidades num raio de 68 km ao redor de Roy.